# Panneau
Panneau (fr. płaszczyzna) – każda płaszczyzna dekoracyjna lub dekorowana o kształcie pola prostokątnego, utworzona w efekcie architektonicznego podziału płaszczyzny ściany. 
Element jest charakterystyczny dla okresu baroku i rokoka. Dekoracja może być wykonana dowolną techniką (płaskorzeźba, malowidło, tkanina itp.) na każdej powierzchni, np. ściany, sufitu, boazerii, płaszczyzny mebli itp.